# Cioccolata da Hanselmann
Cioccolata da Hanselmann è un romanzo di Rosetta Loy vincitore nel 1996 del Premio Grinzane Cavour per la narrativa italiana e del Premio Alassio Centolibri - Un autore per l'Europa. Insieme al successivo lavoro, La parola ebreo, costituisce un dittico che l'autrice dedica alla realtà dell'Olocausto.
Il libro è stato tradotto in numerose lingue.

## Trama

### Prima parte
Lorenza è una bambina che vive a Roma con i genitori Isabella ed Enrico e la sorellina Marta. In casa è una presenza costante anche un amico del papà, tale Arturo, con cui si parla di musica, si suona, i genitori molto spesso escono con lui. Lorenza è disturbata da questa presenza, anche se non può comprendere quello che passa tra la madre e Arturo e neppure perché il papà non metta fine alla cosa. Dopo una prolungata malattia, Lorenza viene condotta in Svizzera, nella zona di Sils im Engadin, dove la nonna materna ha una grande dimora. Ospite della nonna, da tutti chiamata Mamigna, Lorenza trascorre l'estate del 1940.
Nella casa vive anche la sorellastra minore della mamma, Margot, giovane esuberante e affettuosa, circondata da corteggiatori. Gli altri ospiti di Mamigna sono due ragazze, Marisetta e Vivia, e un ragazzo, Eddy. Tutti sono molto affiatati, ma nessuno si occupa stabilmente di Lorenza che, passando il suo tempo con la figlia del custode sua coetanea, attende il giorno del rientro. Quando finalmente ritorna a casa, si è fatta un bagaglio di impressioni, sulle persone, sulla guerra in corso e su altre delicate questioni.
La cosa più rilevante è che Arturo è ebreo, sia pure solo a metà, soggetto quindi alle leggi razziali fasciste. I genitori di Lorenza, grazie al fatto che la madre Isabella è svizzera, cercano di dargli un aiuto per passare in questo Stato. Così la bambina ha un trauma, quando, nel rientrare da scuola, incontra la mamma e Arturo che stanno uscendo e la ignorano. Convinta che i due se ne siano andati, esplode in un pianto irrefrenabile con il padre, che tuttavia la rasserena e le spiega la situazione. Però il tentativo della madre presso l'ambasciata svizzera non ha successo e Arturo si rifugia in Francia, nella zona di Marsiglia, dove entra nella rete di aiuti a cittadini ebrei che fa capo ad Angelo Donati.
In questo periodo egli convive con una donna di nome Marie e insieme si occupano del salvataggio e del mantenimento di un bambino, messo al sicuro in montagna. 
Dopo l'armistizio del 1943, la Francia diviene improvvisamente pericolosa per Arturo, che passa illegalmente in Svizzera e, raccomandato da Isabella a un medico attivista, è accolto in casa di Mamigna. Per ragioni di sicurezza, tutti sono all'oscuro delle sue generalità e credono si tratti di uno scienziato dedito a studiare le alghe dei laghi della regione. Ma l'effetto della sua presenza è di immediata ostilità da parte di Mamigna, la quale dichiara che quello deve essere stato l'amante di Isabella, mentre Margot si trova innamorata di lui in modo travolgente. Anche Eddy, ormai quasi ventenne, da sempre innamorato senza speranze di Margot e ospite fisso di Mamigna, detesta il nuovo arrivato e ne è geloso.
Quello che succede poi è una violenta lite tra Arturo ed Eddy, non spiegata. Sentite le urla che provengono dalla camera di Arturo, Marisetta e Vivia (onnipresenti) entrano e vedono Eddy sporco di sangue per un pugno alla mascella, poi lo vedono prendere a calci i suoi stessi occhiali e uscire con il giubbotto da neve. Nessuno rivedrà più Eddy, nemmeno Arturo e Margot che fuggono la notte a Coira. Mamigna, che era fuori al momento dei fatti, strapazza inutilmente Marisetta, la quale ammette solo di aver visto Eddy uscire, ma non fa parola della lite. Segue un periodo tormentoso: la madre di Eddy ne denuncia la scomparsa, la polizia viene più volte per indagare. Il ragazzo è ritrovato cadavere a primavera, sulla riva di un lago, ma potrebbe esservi stato trascinato da un torrente. I sospetti non si placano e Mamigna è persino ricattata da una domestica.
Arturo e Margot sono sempre insieme in varie città. Ora la giovane ha capito che per lui c'è stato un grave pericolo, perché Eddy, scopertane la vera identità, aveva minacciato di denunciarlo come clandestino. Ma, presa com'è dalla sua passione, Margot si rifiuta di vedere le implicazioni di tutto ciò e, quando nella primavera del 1945 la guerra finisce, prende contatto con Mamigna per dirle che si sposa perché attende un figlio. Mamigna va sulle furie e cerca di far capire alla figlia che Eddy è scomparso, che forse è stato ucciso; eppure la giovane non vuole vedere l'evidenza. Voleva molto bene a Eddy, ne ha avuto una grande nostalgia, ma Arturo è tutto e le minacce di Mamigna di lasciarla senza un soldo non riescono a scalfire il suo sentimento.
Così Margot passa a Trieste dove lavora per gli Alleati come interprete, e Arturo la raggiunge; si sposano con cerimonia cattolica. Quindi vanno a trovare a Roma Isabella, Enrico e le ragazzine. La visita è breve, gli sposi si trasferiranno negli Stati Uniti, a Boston. Dopo la loro partenza, Isabella piange, ma tutti fanno come nulla fosse.

### Seconda parte
Passano alcuni anni. Isabella si ammala e, con il marito, fa alcuni viaggi in Svizzera per curarsi, ma la sua sorte è segnata. Muore ancor giovane, viene sepolta con cerimonia cattolica. Enrico e Marta sono inconsolabili; Lorenza, ormai studentessa universitaria, reagisce all'atmosfera luttuosa e decide di cercare quanto è successo alla madre dopo il matrimonio di Margot. Prende contatto con la nonna, ormai in casa di riposo; con Marisetta, che è sposata e vive in Inghilterra; con Margot, che è tornata a vivere nella regione di Sils im Engadin; da ultimo, esamina le carte di Isabella. Mamigna e Marisetta hanno poco da dire, con Margot invece Lorenza passa qualche giorno. Ora Margot, divorziata da Arturo, conduce una vita ritirata e confeziona coperte e cuscini, che vende ai turisti e canta nella chiesa in cui un tempo andava condotta da Isabella.
Margot e Arturo si erano trasferiti negli Stati Uniti ed era nato il loro bambino, nel novembre 1945. Gravemente malato, il piccolo era morto dopo due mesi. Nella disperazione che era seguita, Margot aveva più volte parlato con il marito del giorno in cui lui aveva litigato con Eddy, finché Arturo ha ammesso di aver ucciso il ragazzo, dopo averlo seguito. A stento è riuscito a riprendergli il passaporto e quindi ha spinto la sua vittima nel torrente. Così non c'erano prove che potessero risalire a lui. Questa agghiacciante verità, che però Margot avrebbe dovuto capire fin da subito, è giustificata da Arturo con una presa di posizione di tipo ideologico: lui rifiuta di essere vittima, ritiene di aver agito per giustizia perché (secondo lui) Eddy lo avrebbe denunciato e ciò mette il ragazzo sullo stesso piano dei carnefici che hanno operato il male contro gli ebrei.
Ora però Margot non può fare sue queste argomentazioni, benché sia sempre divorata da un potente desiderio per Arturo, desiderio che si proibisce. Lei è convinta che Eddy non avrebbe mai denunciato Arturo e crede che bisogna perdonare, non ammette che si uccida senza pietà o misericordia. E Arturo rifiuta i concetti di pietà e misericordia perché presuppongono delle vittime su cui esercitarli. Per quanto fosse solo in parte ebreo, aveva totalmente assimilato le sofferenze di chi gli aveva dato un senso di appartenenza. Così il matrimonio naufraga per sempre: Margot si imbarca per l'Europa a metà del 1946 e raggiunge la Svizzera, dove Mamigna la mette in condizione di trovare un ritiro. E nel luogo di pace che ha eletto a sua residenza sa che non ci sarà puiù posto per uomini o figli.
Arturo a sua volta torna in Europa e raggiunge Isabella a Roma. I due hanno un incontro di passione e lei sa che lui passerà in Francia e poi forse in Palestina. Infatti, raggiunta Marsiglia, Arturo va da Marie che nel frattempo ha preso in affidamento il bambino da loro messo in salvo. Il ragazzino è orfano e quindi, una volta sposati, Arturo e Marie saranno per sempre i suoi genitori. Quando la partenza per la Palestina è cosa fatta, Arturo torna a Roma per rivedere un'ultima volta Isabella e, in questa corsa forsennata e segreta, è divorato da un tarlo. I due si incontrano, ma lei non gli si concede: resta piuttosto a sentire tutti i progetti di lui e lo interroga sulla sua nuova famiglia. Le ore passano e Arturo non regge più: confessa di aver ucciso Eddy e sciorina le sue ragioni e il rifiuto di Margot a comprenderle. Isabella non dice nulla, in apparenza non giudica, in realtà cerca di non provare dolore e di congedarsi con dignità. Quando torna a casa, il marito e le ragazzine non sospettano niente e la accolgono con la gioia di sempre.
La scena finale del libro è un ricordo di Isabella, di quando incontrò per la prima volta il padre naturale. Giovinetta, andò con Mamigna e Margot a ricevere al treno un bimbo che veniva a trascorrere da loro le vacanze ed era condotto dal padre. L'uomo, molto affascinante e piuttosto bello, ha subito per Isabella un atteggiamento di tenerezza; il bimbo è Eddy. I cinque vanno a prendere una cioccolata da Hanselmann e vengono complimentati come bella famiglia, frase a cui il signore risponde con garbo e finezza. Poi il piccino si rovescia addosso la cioccolata e tutto sembra franare per lui. Ma Isabella, cui si è istintivamente aggrappato, lo porta in bagno e lo ripulisce: felice, il bambino sta nelle sue braccia e le avvicina la guancia. È allora che Margot, entrata con loro, si infila tra i due e li guarda nello specchio: i visi di Eddy e Isabella sono di una somiglianza perfetta, miope la fanciulla, un po' strabico il bambino.

## Personaggi
- Lorenza, voce narrante della storia. Figlia di Enrico e Isabella, sorella maggiore di Marta, passa le vacanze dalla nonna materna nel 1940, quando è ancora bambina di età imprecisata, (forse sette anni); più tardi, da adulta e in un tempo non definito, ricerca le tracce e le testimonianze di quanto è avvenuto alla sua famiglia negli anni fino al 1946.
- Mamigna (signora Arnitz), nonna di Lorenza, ha avuto tre figli: Alberto e Isabella dal primo marito (che però ha messo in dubbio la paternità di Isabella)[5] e Margot dal secondo. È due volte divorziata e di nazionalità svizzera, ma di origine italiana; si esprime in italiano o tedesco. Nella sua residenza principale, dove vive con Margot, ospita ogni anno alcuni ragazzi per le vacanze (Marisetta, Vivia, Eddy). Non sopporta il marito della figlia Isabella, il quale la ricambia col soprannome di Semiramide.
- Isabella, madre di Lorenza e Marta e figlia secondogenita di Mamigna. Età imprecisata, (nata intorno al 1913) capelli biondi e ricci, occhi azzurri miopi e naso un po' aquilino, pelle molto delicata e bianca. Ha sposato Enrico, professore universitario e vivono a Roma con le loro figlie, ma ha una relazione con un uomo più giovane di lei, Arturo, matematico ebreo e grande amico del marito.
- Enrico, marito di Isabella. Non mette mai in discussione il legame tra la moglie e l'amico Arturo, con rabbia della figlia Lorenza, che soffre per lui.
- Marta, figlia minore di Enrico e Isabella, condivide col padre l'acritica adorazione per la madre.
- Alberto, primogenito di Mamigna, è morto in giovanissima età in Africa, per una misteriosa infezione. Ha lasciato una figlia, Marisetta. La sua scomparsa è avvenuta anni prima del matrimonio di Isabella, ma la sua immagine è costantemente evocata da fotografie.
- Marisetta, figlia di Alberto, passa tutte le vacanze con un'amica, presso la nonna (Mamigna) e, dopo lo scoppio della seconda guerra mondiale, rimane in Svizzera. Non lega con Lorenza, perché ha alcuni anni di più, almeno 13 nel 1940.
- Vivia, amica del cuore di Marisetta, ne condivide le vacanze presso Mamigna, oppure stanno insieme a Lugano, dove risiedono i suoi genitori.
- Margot, figlia prediletta di Mamigna, nata dal suo secondo matrimonio; età imprecisata, ha forse otto anni meno di Isabella e circa diciannove nel 1940. Molto irrequieta, amante dello sport in montagna, appassionata di musica, ha sempre attorno a sé un gran via vai di ragazzi più giovani e molti corteggiatori. Ha un legame fondamentale con Eddy e un grande amore per Arturo, che conoscerà dopo il 1943 e sposerà nel 1945. Dopo il fallimento del matrimonio, torna a vivere in Svizzera e si dedica alla confezione di coperte e cuscini e alla musica.
- Eddy, ragazzo più giovane di Margot, passa le vacanze da Mamigna ed è descritto come il figlio dell'uomo per cui lei ha nutrito una passione amorosa intensissima. Dal fisico grosso, delicato di polmoni, è anche strabico e porta gli occhiali. Si intuisce che sia fratellastro di Isabella, ma gli interessati non ne sono al corrente.[6] Innamorato disilluso di Margot, entra in conflitto con Arturo per gelosia.
- Arturo, scienziato italiano, ebreo per parte di padre e figlio di madre straniera, è soggetto alle leggi razziali fasciste e si rifugia in Francia, quindi in Svizzera. È stato l'amante di Isabella, ma in Francia ha un legame con una donna di nome Marie e con lei provvede al salvataggio e al mantenimento di un bambino ebreo. Più tardi, quando passa in Svizzera, è indirizzato da Mamigna, che però ne ignora l'origine ebraica. Intesse una relazione con Margot e per questo si inimica Eddy, che minaccia di denunciarlo come clandestino. Ciò provoca la scomparsa di Eddy e la fuga di Arturo e Margot. Alla fine del conflitto i due si sposano, ma il matrimonio è di breve durata. Dopo varie relazioni, Arturo si ricongiunge a Marie e al bambino e insieme si trasferiscono in Israele.
- Padre di Eddy, compare solo una volta, quando accompagna il figlio ancora piccolo da Mamigna per le vacanze. Descritto come un uomo bello e molto affascinante, ha occhi azzurri e un profilo aquilino. Mamigna lo ha amato con intensa passione, ma alla fine, per le sue titubanze, se lo è visto soffiare dalla futura madre di Eddy, che lui ha sposato.

## Edizioni
- Rosetta Loy, Cioccolata da Hanselmann, Milano, Rizzoli, 1995.
- Rosetta Loy, Un chocolat chez Hanselmann, traduzione di Françoise Brun, Paris, Rivages, 1996.
- Rosetta Loy, Schokolade bei Hanselmann, traduzione di Maja Pflug, München, Piper, 1996.
- Rosetta Loy, Hot chocolate at Hanselmann's, traduzione di Gregory Conti, University of Nebraska Press, 2003.